# كولونيلا
كولونيلا (بالإيطالية: Colonnella)‏ هي بلدية في مقاطعة تيرامو في إقليم أبروتسو الإيطالي.

## السكان
في سنة 1861 بلغ عدد السكان 2٬500 نسمة، وتطور العدد ليصل في سنة 2011 لـ 3٬768 نسمة.
يظهر هذا المخطط البياني تطور النمو السكاني لـ كولونيلا